# Pulaski (Ohio)
Pulaski – jednostka osadnicza w Stanach Zjednoczonych, w stanie Ohio, w hrabstwie Williams.